# Žihľavník (Strážovské vrchy)
Žihlavník (953 m n. m.) je vrchol v Strážovských vrších, jihovýchodně od obce Omšenie.

## Přírodní rezervace Žihlavník
Na severních svazích se nachází v roce 1967 vyhlášená stejnojmenná přírodní rezervace o výměře 130,18 ha. Území tvoří významnou krasovou oblast s původními zachovalými lesními porosty s výskytem vzácné teplomilné flóry a fauny.